# والتر بسانت
والتر بسانت (انگلیسی: Walter Besant؛ ۱۴ اوت ۱۸۳۶ – ۹ ژوئن ۱۹۰۱) رمان‌نویس و تاریخ‌نگار اهل پادشاهی متحد بریتانیای کبیر و ایرلند بود.
وی برادر ویلیام هنری دانشمند ریاضیات و فرانک همسر آنی بسانت بود.